# Sam Mitchell

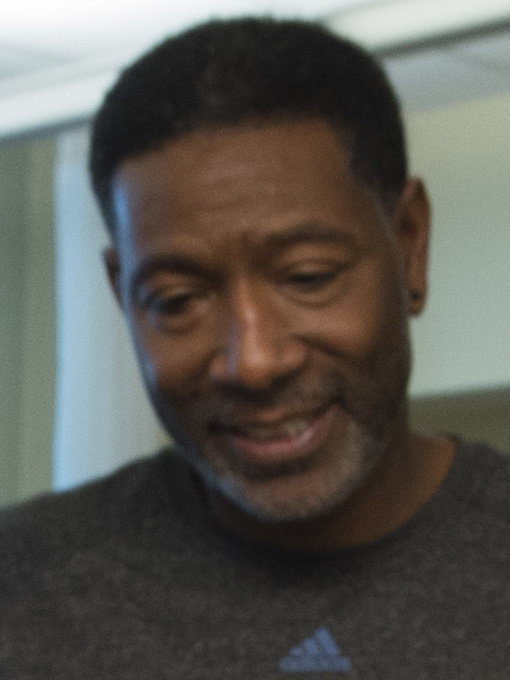
Sam Mitchell

Samuel E. Mitchell Jr. (* 2. September 1963 in Columbus, Georgia) ist ehemaliger US-amerikanischer Basketballtrainer und -spieler. Er war in der Saison 2015/16 Headcoach bei den Minnesota Timberwolves.

## Karriere
Mitchell wurde nach seiner erfolgreichen Collegesaison an der Mercer University in der NBA-Draft 1985 an 54. Stelle von den Houston Rockets ausgewählt. Er spielte jedoch zunächst in der unterklassigen CBA und in Frankreich. 1989 wurde er bei der Expansion Draft von den neugegründeten Minnesota Timberwolves verpflichtet. Zwischen 1989 und 2002 war er selbst als Spieler bei den Minnesota Timberwolves (1989–1992, 1995–2002) und Indiana Pacers (1992–1995) aktiv.

## Trainerkarriere
Nach seiner Spielerkarriere arbeitete Mitchell zunächst als Assistenztrainer bei den Milwaukee Bucks, ehe er 2004 Trainer der Toronto Raptors wurde. Unter Mitchell’s Leitung gewannen die Raptors in der Saison 2006/07 ihren ersten Divisionstitel der Atlantic Division. Nach der regulären Spielzeit wurde er mit dem NBA Coach of the Year Award ausgezeichnet. Nach einem schwachen Start in die Saison 2008/09 wurde Mitchell von den Raptors entlassen. Während der Saison 2010/11 war er als Assistenztrainer bei den New Jersey Nets beschäftigt. 2014 kehrte er als Assistenztrainer nach Minnesota zurück.
Am 24. Oktober 2015 gaben die Minnesota Timberwolves bekannt, dass Sam Mitchell die Timberwolves während der Saison 2015/16 betreuen würde, da der Headcoach Flip Saunders aufgrund seiner Krebserkrankung die Saison verpassen werde. Einen Tag später erlag Saunders seinen Krebsleiden im Alter von 60 Jahren. Mitchell führte die Timberwolves zu 29 Saisonsiegen und verpasste damit deutlich die Playoffs. Er wurde zum Saisonende durch Tom Thibodeau ersetzt.